# Runaway (canción de Kanye West)
«Runaway» es un sencillo del rapero estadounidense Kanye West, perteneciente a su quinto álbum de estudio, My beautiful dark twisted fantasy, el cual fue lanzado el 22 de noviembre de 2010.
La canción cuenta con la colaboración de Pusha T, del grupo Clipse, y fue interpretada por primera vez durante los premios MTV Video Music Awards en septiembre de 2010. Su lanzamiento oficial fue el 4 de octubre de 2010 a través de iTunes.
En 2021, la revista Rolling Stone puso a Runaway en las 500 mejores canciones de todos los tiempos, en el puesto 25.

## Vídeo musical
El vídeo de «Runaway» es un cortometraje de más de treinta y cuatro minutos de duración, el cual es el segundo vídeo musical más largo de la Historia, sólo superado por Michael Jackson en 1997 con «Ghosts» de casi cuarenta minutos de duración. La pieza, cuyo guion fue escrito por Hype Williams basándose en una idea de Kanye West, tuvo como protagonista a la modelo Selita Ebanks. Las imágenes fueron grabadas en Praga, República Checa, en agosto de 2010.
Acerca del vídeo, West declaró a la revista New York: «Es la historia de un ave Fénix que cae a la Tierra, yo la hago mi novia, la gente la discrimina y eventualmente ella debe quemarse viva y regresar a su mundo».
Un avance del vídeo se mostró durante los MTV Video Music Awards el 12 de septiembre de 2010. La primera exhibición completa de «Runaway» se realizó en París, Francia, el 5 de octubre del mismo año. Finalmente, el video fue estrenado el 23 de octubre de 2010 a través de los canales MTV, VH1 y BET.

### Sinopsis
El vídeo comienza con una secuencia de Griffin (West) corriendo por un camino en un bosque con su camisa desabrochada mientras se oye una narración de Nicki Minaj con acento británico y luego americano. A su vez, suena la canción «Dark Fantasy». El Fénix (Ebanks), mitad mujer, mitad ave, cae a la Tierra en forma de meteorito y Griffin estrella su coche Tatra MTX en el bosque en una escena que, de acuerdo a la revista GQ, recuerda el accidente automovilístico que sirvió de inspiración para «Through The Wire». Mientras el auto estalla en el piso, Griffin recoge al Fénix y la lleva en sus brazos a su casa. Sin embargo, las complicaciones comienzan cuando el Fénix debe lidiar con los objetos del mundo humano, como un noticiero y una taza de porcelana.

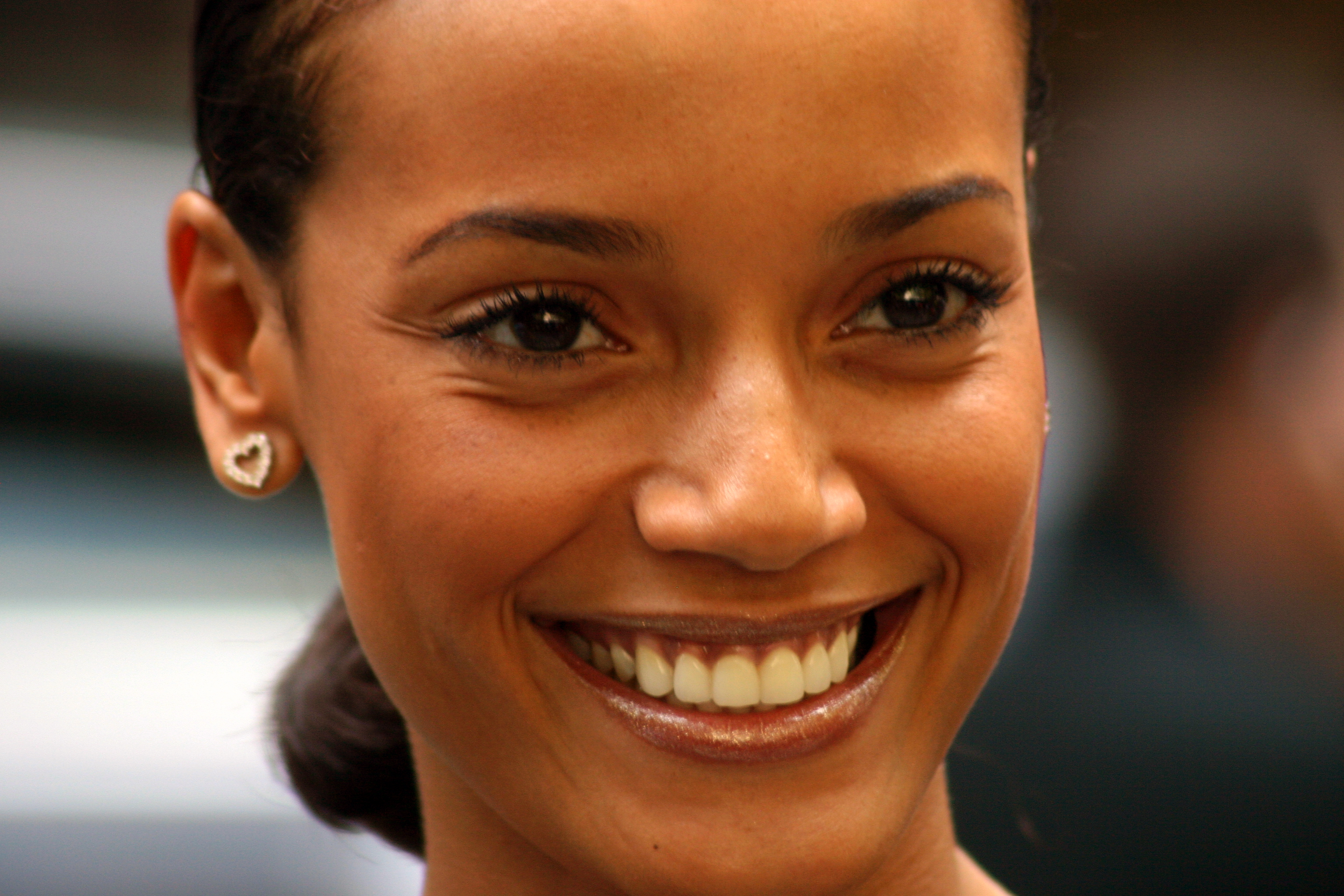
La modelo caimanesa Selita Ebanks protagoniza el cortometraje «Runaway» personificando al ave Fénix.

Luego de que ella baila al ritmo del remix de «Power» que Griffin toca en su consola MPC2000XL, él la lleva a conocer diferentes lugares, entre ellos, el desierto, donde se celebra un carnaval que incluye un carro alegórico adornado con un busto gigante de Michael Jackson, una banda marchante y un espectáculo pirotécnico, todo al ritmo de la canción «All Of The Lights».
Mientras Griffn se enamora del Fénix, acuden a una cena formal donde los invitados hablan de manera negativa sobre su novia-pájaro. Un ofuscado Griffin responde con una interpretación de «Runaway», acompañado por un grupo de bailarinas de ballet vestidas con tutús negros. Los comensales brindan y aplauden la presentación de Griffin, pero el evento culmina cuando el Fénix reacciona con horror al ver que el plato principal es un gigantesco pavo, haciendo que el resto de los invitados huyan del lugar.
Después de la cena, la pareja es vista sentada bajo las estrellas, donde conversan sobre la creación de las esculturas. El Fénix asegura que esas estatuas son aves Fénix que fueron convertidas en piedra por la sociedad. Además, comenta lo represivo que es la naturaleza del mundo humano, declarando: «¿Sabes qué es lo que más detesto de tu mundo? Que todo lo diferente ustedes intentan cambiarlo». Posteriormente, ella le dice a Griffin que debe inmolarse para evitar su destino y, de esa manera, regresar a su mundo. Él, sin embargo, no puede aceptarlo y hacen el amor mientras se oye la canción «Lost in the world». Cuando Griffin despierta a la mañana siguiente en el techo de su casa, divisa al fénix ascendiendo al cielo vistiendo un peto dorado. El vídeo finaliza con imágenes del bosque visto al comienzo.